# Megalopelma glabanum
Megalopelma glabanum är en tvåvingeart som först beskrevs av Oskar Augustus Johannsen 1910.  Megalopelma glabanum ingår i släktet Megalopelma och familjen svampmyggor. Inga underarter finns listade i Catalogue of Life.